# Летище „Варшава-Радом“
Летище „Варшава-Радом“ (на полски: Port lotniczy Warszawa-Radom) е летище при град Радом в Полша.
Основано през 20-те години на XX век като военно летище, днес то се използва за военни и граждански нужди. Адаптацията му за граждански нужди започва през 2012 г. и през 2023 г. е завършено изграждането на нов терминал, който става най-модерното съоръжение от този тип в Полша с капацитет 3 милиона пътници годишно (с възможност за разширяване до 9 милиона пътници).